# FFH-Gebiet NSG Schwansener See
Das FFH-Gebiet NSG Schwansener See ist ein NATURA 2000-Schutzgebiet in Schleswig-Holstein im Kreis Rendsburg-Eckernförde auf der Halbinsel Schwansen in den Gemeinden Brodersby und Dörphof an der Kieler Bucht und ist Teil der Naturräumlichen Haupteinheit Schleswig-Holsteinisches Hügelland. Es hat eine Fläche von 202 ha. Die größte Ausdehnung liegt in Nordostrichtung und beträgt 2,3 km. Die höchste Erhebung mit 3 m über NN liegt auf der FFH-Gebietsgrenze am Nordrand in Strandnähe. Die Nordgrenze bilden die intensiv bewirtschafteten Grünländer des Gestütes und Reiterhofes Hof Lückeberg. Im Westen und Süden verläuft die Grenze entlang des Schutzdeiches, der den Schwansener See umgibt. Im Osten verläuft die Grenze ab dem Ausfluss des Schwansener Sees ungefähr 250 m vom Strand entfernt in der Ostsee bis zur Nordgrenze.
Bis Anfang der 1930er Jahre bestand eine offene Verbindung zwischen dem Schwansener See und der Ostsee. Der See war eine offene Lagune, die bei Hochwasser die umliegenden Gebiete zeitweise überschwemmte. Künstliche Küstenschutzbauwerke waren noch nicht vorhanden. In den Jahrzehnten danach wurde der natürliche Strandwall künstlich erhöht und ein Siel verhinderte bei Hochwasser den Zulauf des Wassers aus der Ostsee. Anfang der 1960er Jahre wurde der See auch landseitig eingedeicht. Die Entwässerung des Umlandes erfolgt seitdem im Norden durch teilweise wiederum eingedeichte Umlaufflutgräben, die zu zwei Schöpfwerken führen, die das Wasser in den Schwansener See pumpen. Die wasserbaulichen Maßnahmen der letzten 90 Jahre im Gebiet des Schwansener Sees haben dessen ökologischen Zustand von einer Meereslagune mit Brackwasser hin zu einem Süßwasserbinnensee grundlegend verändert, siehe Diagramm 1. Seit 2006 wird das Siel zur Ostsee bei Flut zeitweise offen gehalten. Dadurch hat sich der Salzgehalt im Schwansener See wieder deutlich erhöht.

## FFH-Gebietsgeschichte und Naturschutzumgebung
Das Gebiet wurde im März 1992 als Besonderes Schutzgebiet (BSG) ausgewiesen. Der NATURA 2000-Standard-Datenbogen (SDB) für dieses FFH-Gebiet wurde im Februar 1996 vom Landesamt für Landwirtschaft, Umwelt und ländliche Räume (LLUR) des Landes Schleswig-Holstein erstellt. Im August 2000 wurde das Gebiet als Gebiet von gemeinschaftlicher Bedeutung (GGB) vorgeschlagen, im November 2007 von der EU als GGB bestätigt, im Dezember 2004 national nach § 32 Absatz 2 bis 4 BNatSchG in Verbindung mit § 23 LNatSchG als besonderes Erhaltungsgebiet (BEG) bestätigt und im Januar 2010 als BEG ausgewiesen. Der SDB wurde zuletzt im Mai 2017 aktualisiert. Der Managementplan für das FFH-Gebiet wurde im August 2012 veröffentlicht.
Das FFH-Gebiet NSG Schwansener See ist sowohl flächengleich mit dem europäischen Vogelschutzgebiet NSG Schwansener See, als auch mit dem am 29. Dezember 1987 gegründetem Naturschutzgebiet Schwansener See. Der Managementplan und der SDB bearbeiten sowohl das FFH-Gebiet als auch das Vogelschutzgebiet. Das FFH-Gebiet ist landseitig vom am 21. Juni 2002 gegründetem Landschaftsschutzgebiet Schwansener Ostseeküste umschlossen.
Mit der Betreuung des NSG Schwansener See hat das Landesamt für Landwirtschaft, Umwelt und ländliche Räume des Landes Schleswig-Holstein (LLUR) gem. § 20 LNatSchG den Bund für Naturschutz, Landesverband Schleswig-Holstein e. V. beauftragt. Dieser hat auf dem Küstenwanderweg eine NABU-Infostation errichtet. Entlang des Weges wurden vier BIS-Tafeln des landesweiten Besucher-Informationssystems (BIS) aufgestellt. Das LLUR hat zum NSG Schwansener See für Besucher das Faltblatt 58-126 herausgebracht. Es wird an den BIS-Infotafeln und der NABU-Infostation kostenlos ausgegeben oder kann im Internet heruntergeladen werden.
Vom 1. April bis zum 30. September jeden Jahres darf ein Bereich der Küste vor dem NSG Schwansener See weder mit Motorbooten noch mit Windkraft angetriebenen Booten oder Sportgeräten befahren werden.

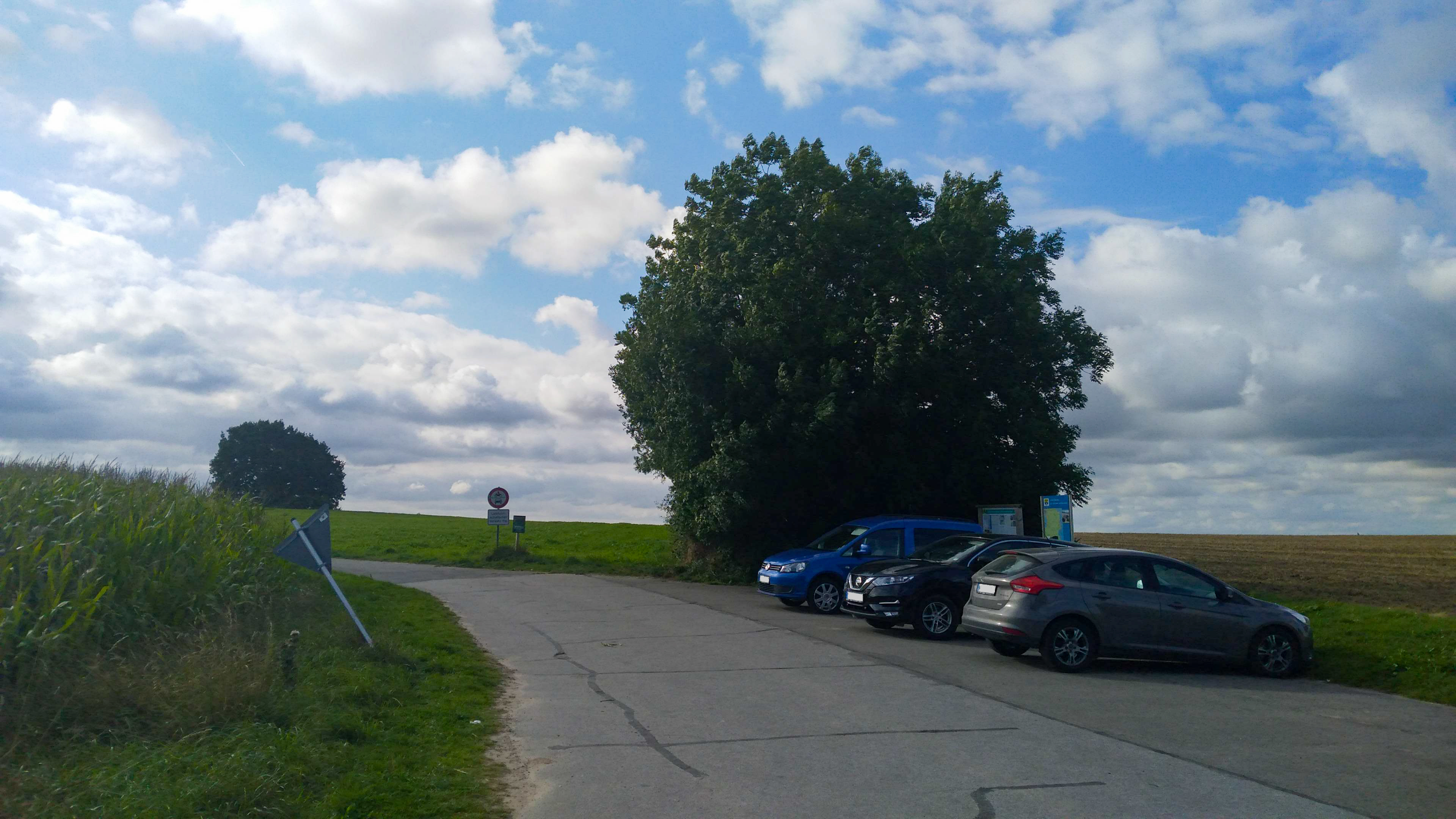
Besucherparkplatz NSG Schwansener See
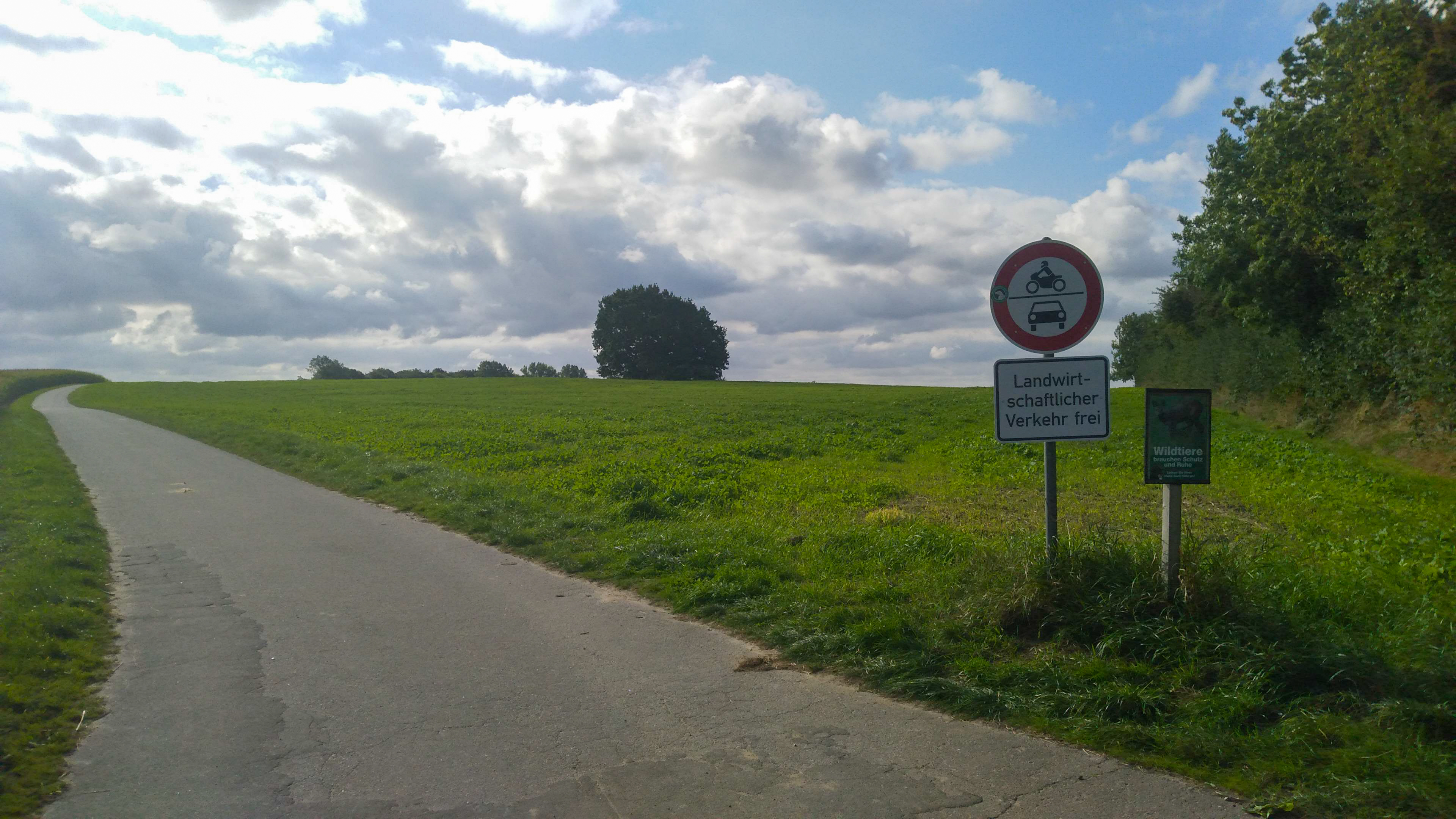
Fuß- und Radweg zum NSG Schwansener See
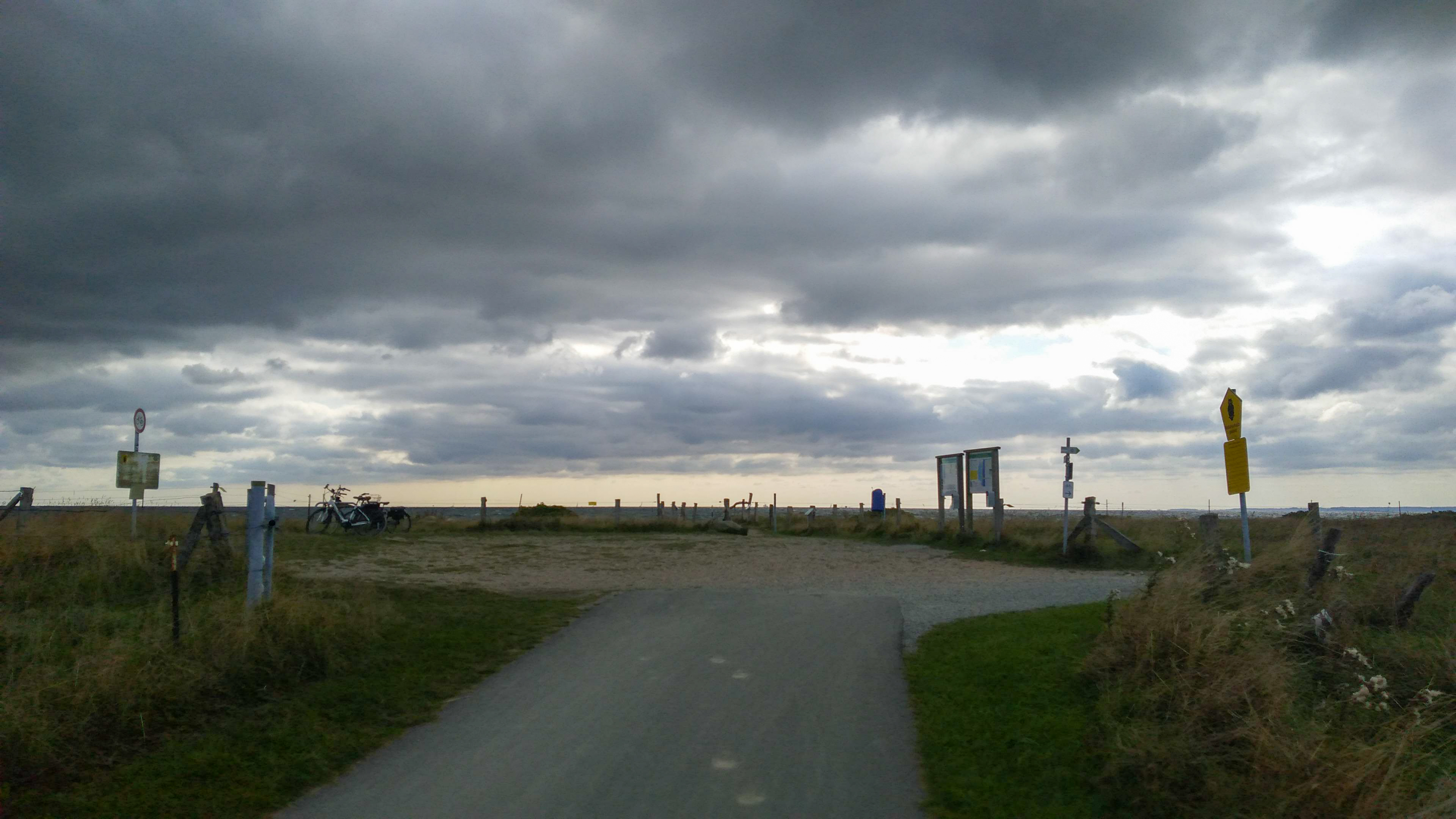
Ehemaliger Strandparkplatz
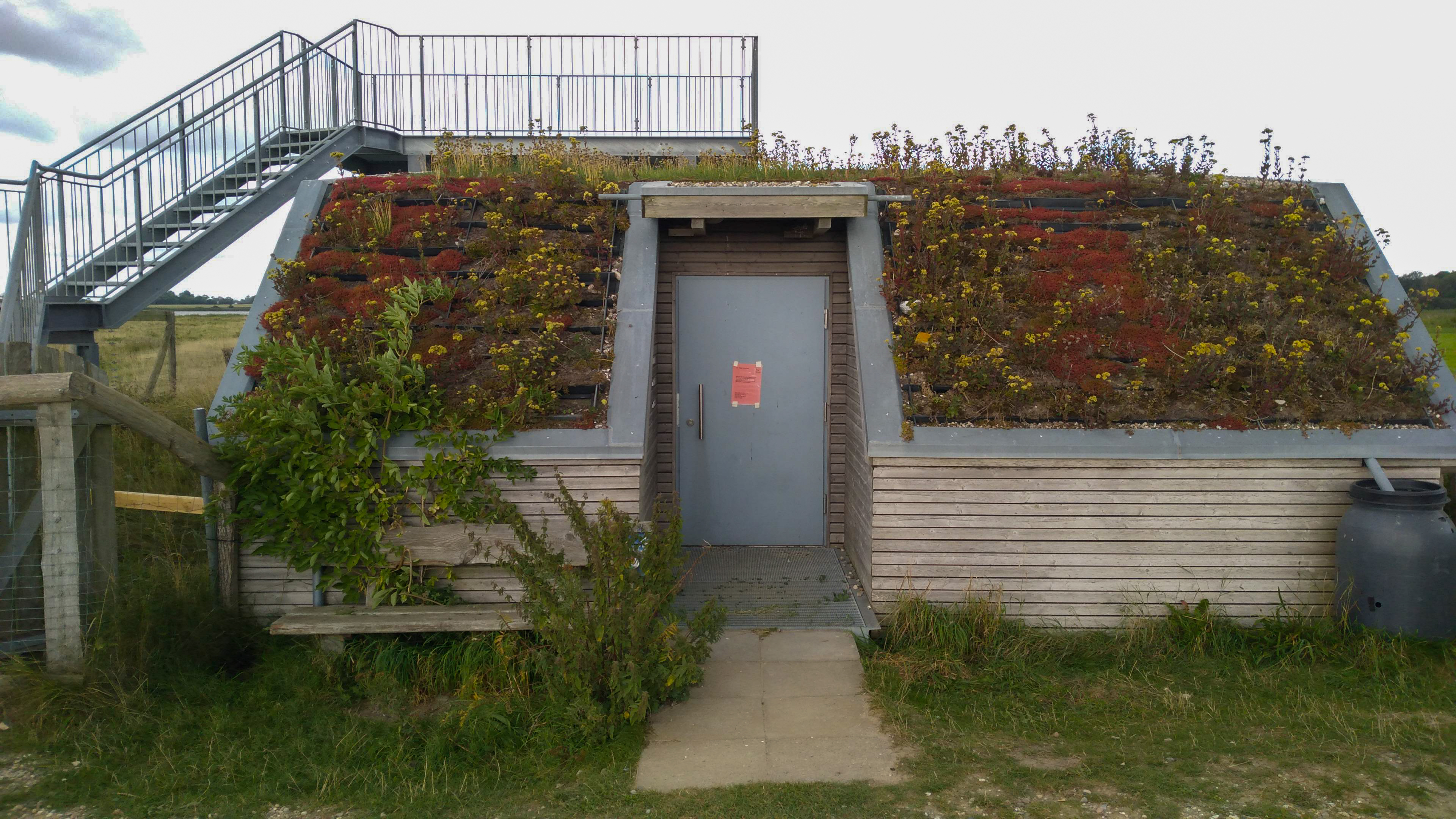
NABU-Infohütte auf dem Deich
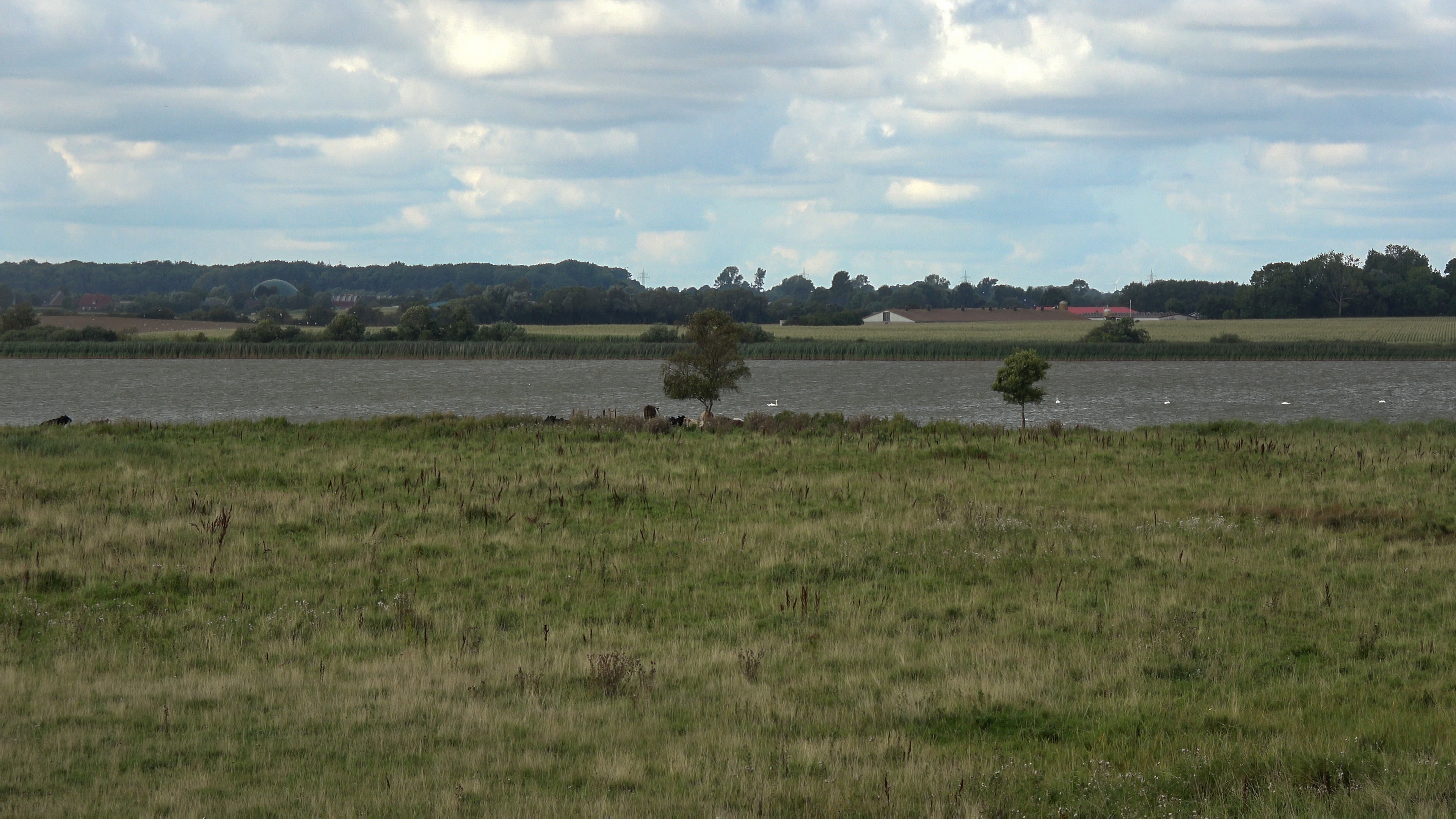
Schwansener See
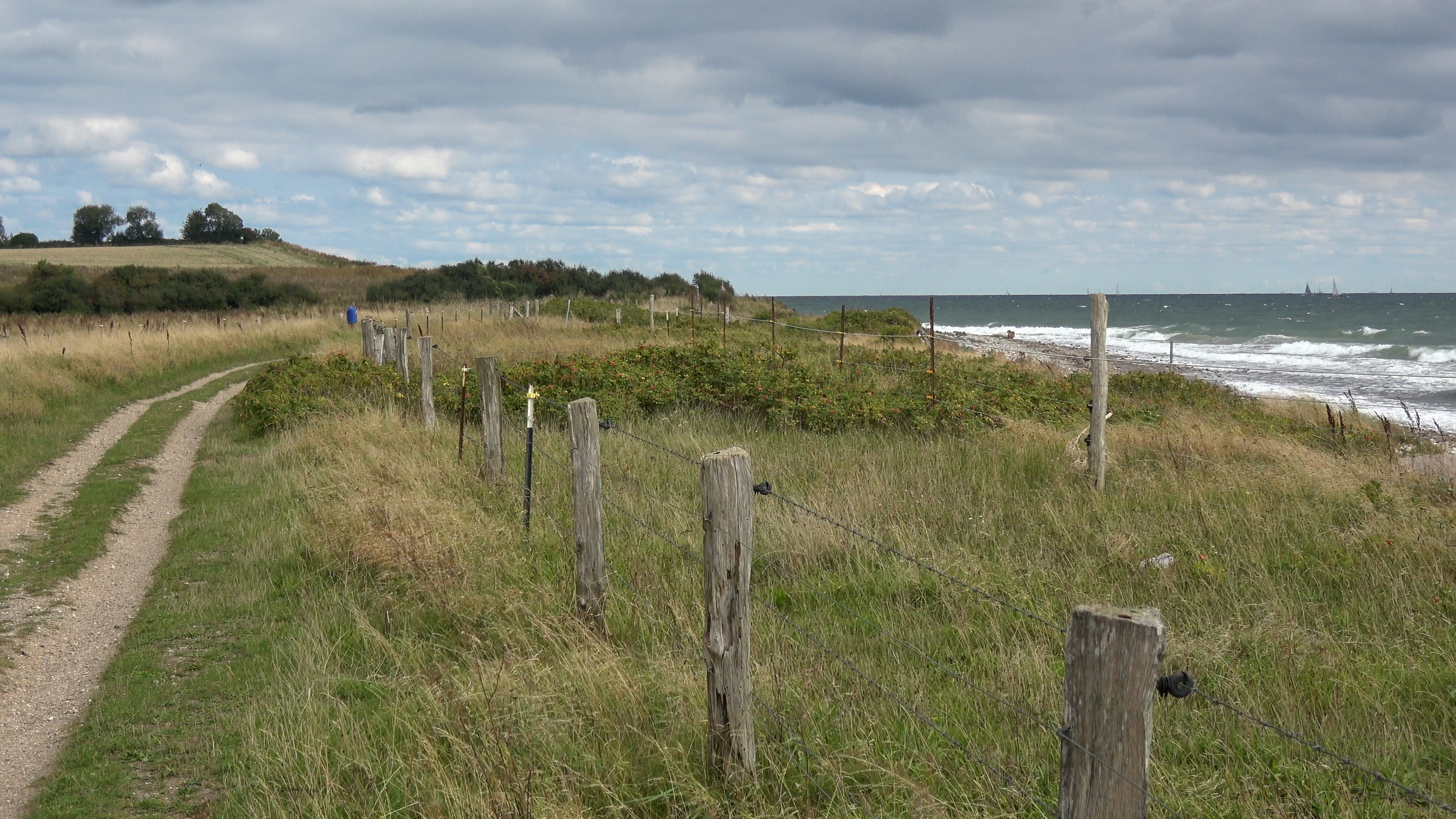
Strandwall Richtung Nordgrenze des NSG Schwansener See

## FFH-Erhaltungsgegenstand
Laut Standard-Datenbogen vom Mai 2017 sind folgende FFH-Lebensraumtypen und Arten für das Gesamtgebiet als FFH-Erhaltungsgegenstände mit den entsprechenden Beurteilungen zum Erhaltungszustand der Umweltbehörde der Europäischen Union gemeldet worden (Gebräuchliche Kurzbezeichnung (BfN)):
FFH-Lebensraumtypen nach Anhang I der EU-Richtlinie:
- 1150* Lagunen (Strandseen) (Gesamtbeurteilung A)[16]
- 1170 Riffe (Gesamtbeurteilung C)[17]
- 1210 Einjährige Spülsäume (Gesamtbeurteilung B)[18]
- 1220 Mehrjährige Vegetation der Geröll-, Kies- und Blockstrände (Gesamtbeurteilung B)[19]
- 1230 Fels- und Steilküsten mit Vegetation (Gesamtbeurteilung C)[20]
- 1330 Atlantische Salzwiesen (Gesamtbeurteilung B)[21]
- 2120 Weißdünen mit Strandhafer (Gesamtbeurteilung C)[22]
- 2130* Graudünen mit krautiger Vegetation (Gesamtbeurteilung B)[23]

Arten gemäß Artikel 4 der Richtlinie 2009/147/EG und Anhang II der Richtlinie 92/43/EWG und diesbezügliche Beurteilung des Gebiets:
- A247 Feldlerche (Alauda arvensis) (Gesamtbeurteilung C)[25]
- A257 Wiesenpieper (Anthus pratensis) (Gesamtbeurteilung C)[26]
- A062 Bergente (Aythya marila) (Gesamtbeurteilung A)[27][28]
- A021 Rohrdommel (Botaurus stellaris) (Gesamtbeurteilung C)[29]
- A137 Sandregenpfeifer (Charadrius hiaticula) (Gesamtbeurteilung C)[30]
- A081 Rohrweihe (Circus aeruginosus) (Gesamtbeurteilung C)[31]
- A038 Singschwan (Cygnus cygnus) (Gesamtbeurteilung C)[32]
- A156 Uferschnepfe (Limosa limosa) (Gesamtbeurteilung C)[33]
- A140 Goldregenpfeifer (Pluvialis apricaria) (Gesamtbeurteilung C)[34]
- A132 Säbelschnäbler (Recurvirostra avosetta) (Keine Gesamtbeurteilung)[35][36]
- A195 Zwergseeschwalbe (Sterna albifrons) (Gesamtbeurteilung C)[37]
- A193 Flussseeschwalbe (Sterna hirundo) (Gesamtbeurteilung C)[38]
- A162 Rotschenkel (Tringa totanus) (Gesamtbeurteilung C)[39]
- A142 Kiebitz (Vanellus vanellus) (Gesamtbeurteilung C)[40]

Die FFH-Lebensraumtypen wurden in einer Karte (Stand 30. April 2012) festgehalten. Sie enthält keine Angaben über die im SDB vom Mai 2017 erwähnten LRTs 1170 Riffe, 1210 Einjährige Spülsäume und 2130* Graudünen mit krautiger Vegetation.

## FFH-Erhaltungsziele
Aus den oben aufgeführten FFH-Erhaltungsgegenständen werden als FFH-Erhaltungsziele von besonderer Bedeutung die Erhaltung folgender Lebensraumtypen und Arten im FFH-Gebiet vom Ministerium für Energiewende, Landwirtschaft, Umwelt und ländliche Räume des Landes Schleswig-Holstein erklärt:
- 1150* Lagunen (Strandseen)
- 1210 Einjährige Spülsäume
- 1220 Mehrjährige Vegetation der Geröll-, Kies- und Blockstrände
- 1330 Atlantische Salzwiesen
- 2130* Graudünen mit krautiger Vegetation
- A062 Bergente
- A195 Zwergseeschwalbe

Aus den oben aufgeführten FFH-Erhaltungsgegenständen werden als FFH-Erhaltungsziele von Bedeutung die Erhaltung folgender Lebensraumtypen und Arten im FFH-Gebiet vom Ministerium für Energiewende, Landwirtschaft, Umwelt und ländliche Räume des Landes Schleswig-Holstein erklärt:
- 1170 Riffe
- 1230 Fels- und Steilküsten mit Vegetation
- 1330 Atlantische Salzwiesen
- 2130* Graudünen mit krautiger Vegetation
- A081 Rohrweihe
- A038 Singschwan
- A021 Rohrdommel
- A140 Goldregenpfeifer
- A193 Flussseeschwalbe
- A156 Uferschnepfe
- A162 Rotschenkel
- A142 Kiebitz
- A137 Sandregenpfeifer

## FFH-Analyse und Bewertung
Das Kapitel FFH-Analyse und Bewertung im Managementplan beschäftigt sich unter anderem mit den aktuellen Gegebenheiten des FFH-Gebietes und den Hindernissen bei der Erhaltung und Weiterentwicklung der FFH-Lebensraumtypen. Die Ergebnisse fließen in den FFH-Maßnahmenkatalog ein.
Der überwiegende Teil des FFH-Gebietes befindet sich im Privatbesitz. Hierzu zählt im Wesentlichen der größte Teil des Schwansener Sees mit seinen schmalen Uferstreifen an der Westseite und einige Grünlandparzellen im Norden und am Campingplatz im Süden. Der Südostteil des Sees und die Landflächen zwischen dem Seeufer und dem Seedeich im Osten sind im Besitz der Stiftung Naturschutz Schleswig-Holstein (SNSH). Der Strand auf der gesamten Länge bis zu den Flächen der SNSH sind im Besitz des Landesbetriebs für Küstenschutz, Nationalpark und Meeresschutz Schleswig-Holstein. Die asphaltierte Straße von Schönhagen im Norden durch das FFH-Gebiet zu einem Strandparkplatz vor dem Schutzdeich an der Ostsee ist im Besitz der Gemeinde Brodersby, der Gewässerabschnitt der Schwarzbek und der anderen Zuflüsse zum Schwansener See sind im Eigentum des Wasser- und Bodenverbandes Schwansener Seeniederung.

## FFH-Maßnahmenkatalog
Der FFH-Maßnahmenkatalog im Managementplan führt neben den bereits durchgeführten Maßnahmen geplante Maßnahmen zur Erhaltung und Entwicklung der FFH-Lebensraumtypen im FFH-Gebiet an. Konkrete Empfehlungen sind in einer Maßnahmenkarte für bereits durchführte Maßnahmen, einer für notwendige Maßnahmen, einer für weitergehende Maßnahmen und einer für sonstige Maßnahmen beschrieben.
In den 2000er Jahren war das FFH-Gebiet an dem länderübergreifendem europäischem Projekt LIFE-BaltCoast beteiligt, das der Renaturierung der Küstenlagunen der Ostsee gewidmet war. Es dauerte von 2005 bis 2011. Folgende Maßnahmen wurden in dieser Zeit im FFH-Gebiet durchgeführt:
- Wiederherstellung eines natürlichen Wasserhaushaltes durch Anlage von Grabenstauen und Beseitigung von Drainagen
- Ausbaggern des Schlamms aus den vorhandenen Teichen und Anlage neuer Kleingewässer
- Zurückdrängen von Landröhricht und Schaffung offener Flächen für Wiesenbrüter
- Schutz der Strand- und Wiesenbrüter vor Prädatoren (Nesträubern) durch Einzäunung der Brutgebiete
- Beweidung der Flächen durch Robustrinder und damit Zurückdrängung von invasiven Arten

Weitergehende Maßnahmen sind nur mit Zustimmung der privaten Eigentümer der umgebenden Flächen möglich. Wünschenswert wäre eine Reduktion des Nährstoffeintrags durch die Zuflüsse in den See und ein 150 m breiter Schutzstreifen um den See herum, in dem keine intensive Landwirtschaft stattfinden sollte. Optimal wäre ein Entwässerungsgraben, der um den See herumgeleitet wird und über ein Schöpfwerk direkt in die Ostsee entwässert. Eine unkontrollierte Öffnung des Sees zur Ostsee, und damit eine Wiederherstellung des Zustandes vor 1930, ist aus Hochwasserschutzgründen für die umliegenden Siedlungen unrealistisch.

## FFH-Erfolgskontrolle und Monitoring der Maßnahmen
Eine FFH-Erfolgskontrolle und Monitoring der Maßnahmen findet in Schleswig-Holstein alle sechs Jahre statt. Die Ergebnisse des letzten Folgemonitorings wurden am 10. Februar 2012 in einem Textbeitrag und einer Kartensammlung veröffentlicht.